# معسكر بولزانو ترانزيت
معسكر عبور بولزانو (بالألمانية: Polizei- und Durchgangslager Bozen)‏ معسكر اعتقال نازي نشط في بولزانو بين عام 1944 ونهاية الحرب العالمية الثانية. وكانت واحدة من أكبر لجر النازية على الأراضي الإيطالي.

## التاريخ

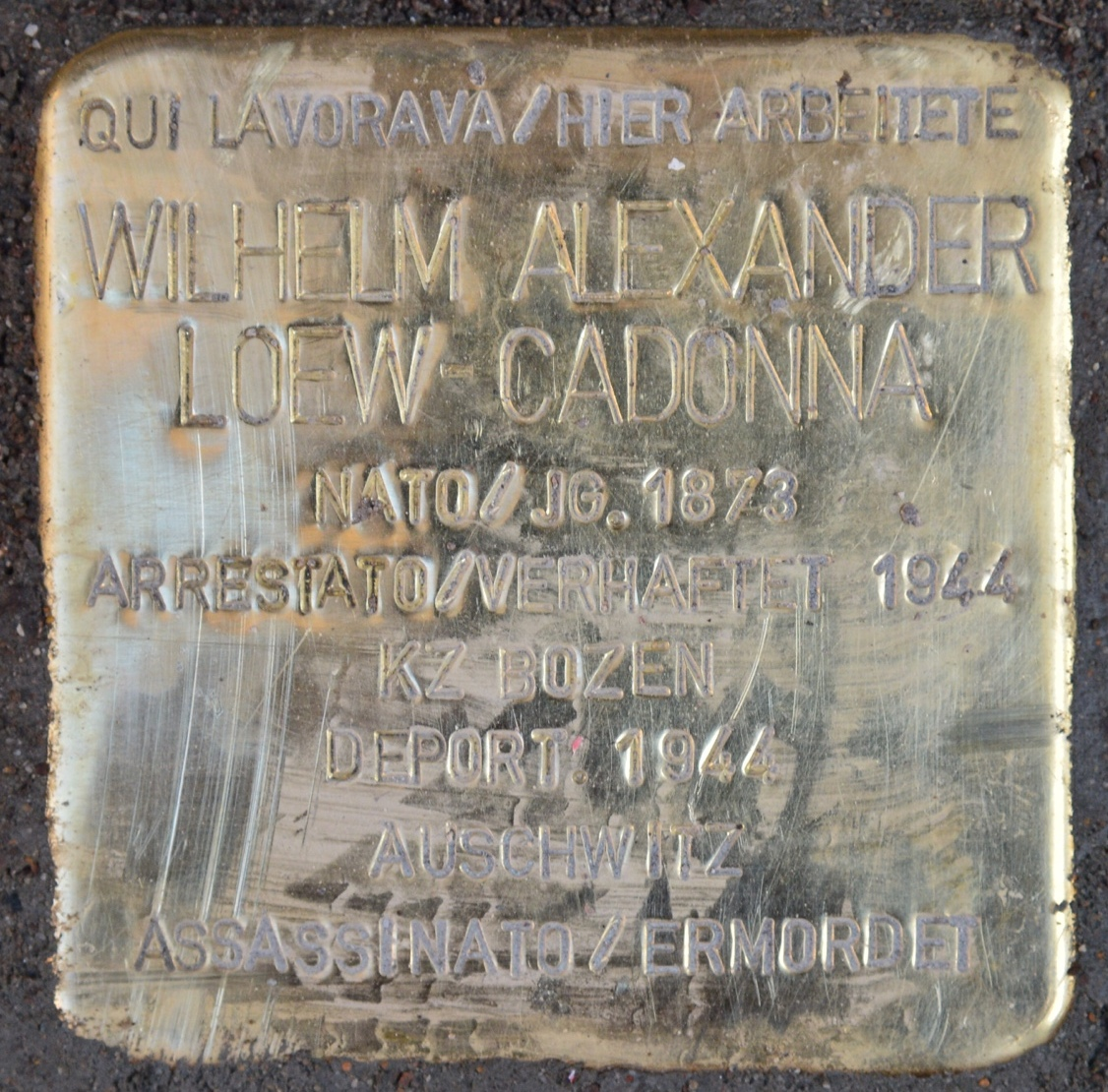
نزيل في معسكرات العبور عام 1944

بعد أن وقع الحلفاء الهدنة مع إيطاليا في 8 سبتمبر 1943، أصبحت بولزانو المقر الرئيسي لمنطقة عمليات سفوح جبال الألب وأصبحت تحت سيطرة الجيش النازي . عندما أصبح معسكر الاعتقال في فوسولي عرضة لهجوم الحلفاء، تم تفكيكه، وتم إنشاء معسكر عبور للسجناء المتجهين إلى ماوتهاوزن وفلوسنبرج وداكاو وRavensbrück وأوشفيتز في Bolzano.
بدأ معسكر العبور من صيف 1944 ويقع في المباني التي كان يشغلها الجيش الإيطالي سابقًا، واستضاف حوالي 11000 سجين من وسط وشمال إيطاليا في نشاطه العشرة أشهر. على الرغم من أن سكان المخيم كانوا في الغالب من المعارضين السياسيين، مر اليهود  والمبعدين الغجر أيضًا عبر ثكناته.

## المخيم
تم تعيين المخيم في الأصل لاستضافة 1500 شخص. لهذا الغرض، تم تقسيم سقيفتين إلى ست كتل، واحدة منها مخصصة للنساء. ثم تم توسيع المخيم تدريجياً حتى وصل إلى القدرة المعلنة من 4000 سجين.
كما جرت العادة في معسكرات الاعتقال النازية، تم تعيين كل كتلة بريد إلكتروني و «نوع» معين من السجناء. في الكتلة A عاش نزلاء دائمون، والذين عوملوا بشكل أفضل إلى حد ما من الآخرين بسبب مشاركتهم في أنشطة المخيم الأساسية (وخاصة الإدارة)؛ في الكتل D وE تم الاحتفاظ بسجناء سياسيين، اعتبرهم النازيون أكبر خطر وبالتالي تم عزلهم عن السجناء الآخرين؛ تم حجز كتلة F للنساء والأطفال.
تم ترحيل المبعدين اليهود، الذين كان عبورهم قصير الأجل غالبًا، في الكتلة L. وكان هناك أيضًا مجمع سجن يستضيف ما يقرب من 50 سجينًا.

## مقاومة
كما هو الحال في معظم المخيمات التي يكثر فيها السجناء السياسيون، نشأت حركة مقاومة منظمة على ثلاثة محاور: